# سلطه‌گری و سلطه‌پذیری

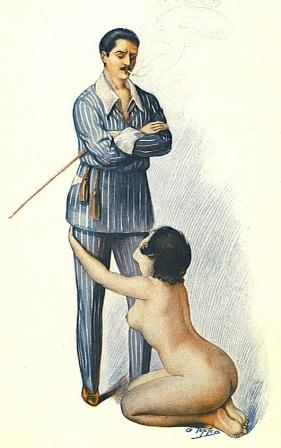
این تصویر در ۱۹۲۱ از یک مرد پوشیده، زن برهنه نمونه‌ای از تسلیم زن را نشان می‌دهد. این هنر توسط ژرژ توپفر از اثرش Le Rêve d'un flagellant ("رویای فلاشلانت") ساخته شده است.

سلطه‌گری و سلطه‌پذیری (به انگلیسی: Dominance and submission) (که به آن D/s یا دام و ساب نیز گفته می‌شود) مجموعه‌ای از رفتارها، آداب و رسوم و اصولیست که شامل تسلط یک شخص به شخص دیگر در بُعد جنسی یا سبک زندگی اش باشد. این نوع رابطه زیرمجموعه‌ای از بی‌دی‌اس‌ام محسوب می‌شود.
در این رابطه حضور فیزیکی و تماس جسمی الزامی و ضروری نیست، یک رابطه مبتنی بر دی/اس را می‌توان به‌صورت ناشناس از طریق تلفن، ایمیل یا سایر سیستم‌های پیام‌رسانی هم انجام داد. در موارد دیگر نیز می‌تواند به‌شدت مبتنی بر حضور جسمی باشد، گاهی نیز به سادومازوخیسم میل می‌کند. در D/s، هر دو طرف از سلطه‌گری یا تحت تسلط بودن لذت می‌برند یا لذت شهوانی را تجربه می‌کنند. کسانی که جایگاه فاعلی دارند «سلطه‌گر» نامیده می‌شوند: «دام‌ها» (مرد) یا «دامس» (زن). در عین حال به کسانی که در جایگاه مفعولی قرار می‌گیرند «مطیع» یا ساب (زن و مرد) گفته می‌شود. سوئیچ فردی است که هر دو نقش را ایفا می‌کند. دو فرد سوئیچ ممکن است طی چندین جلسه با توافق با هم موقعیت‌هایشان را عوض کنند.

## سبک‌های رابطه دی/اس
در یک رابطه دی/اس ممکن است تعداد زیادی از شرکاء وجود داشته باشند: یک فرد غالب ممکن است دارای چندین ساب باشد، که درجای خود ممکن است بر دیگر ساب‌ها تسلط یابند، یا یک مطیع ممکن است سلطه گرهای مختلفی داشته باشد. روابط ممکن است در چهارچوب رابطه دونفری یا چندنفری باشد. داشتن احساسات و عشق رمانتیک لزوماً در دی/اس نمی‌گنجد، شرکا ممکن است همدیگر را دوست داشته باشند یا اصلاً رابطه عاشقانه نداشته باشند. برخی از روابط در دی/اس جنسی هستند و برخی دیگر فاقد روابط جنسی.
بازیگری جنسی می‌تواند یک عنصر باشد، و شرکای آن‌ها نقش‌های کلاسیک سلطه گری/سلطه پذیری یا نقش‌های سنتی همچون معلم و دانش آموز، افسر پلیس و مظنون یا والدین و فرزند را بازی کنند. نقشبازی حیوانی نیز می‌تواند جزئی از فعالیت‌ها باشد، در این سبک یک فرد نقش حیوان دست آموز خانگی را بازی کرده و دیگری نقش صاحب حیوان را ایفا می‌کند.
دگرگونی در دی/اس عملاً نامحدود است و فعالیت‌ها اَشکال زیادی به خود می‌گیرند و ممکن است با اشکال دیگر بی‌دی‌اس‌ام ترکیب شوند. این تغییرات ممکن است شامل موارد زیر باشد:
- بردگی یا ارباب/برده
- پرهیز اجباری فرد سلطه پذیر
- برده داری جنسی
- تحقیر کلامی
- فتیش‌ها - مانند کفش یا چکمه، لباس، سیگار کشیدن، لاتکس و لاستیک -
- مبلمان انسانی
- مبدل پوشی
- شلاق زنی
- تنبیه بدنی
- زنانه سازی
- اشتراک‌گذاری
- بستن فرد

## ایمنی
خطراتی رایج نیز در رابطه مبتنی بر دی/اس وجود دارند. چرا که بخش عمده ای از این روابط روانیست، بسیاری از خطرات مرتبط با دی/اس نیز شامل سلامت روان است. برخی دیگر سوءاستفاده از اعتماد طی یک رابطه دی/اس را شامل می‌شوند. برخی از نمونه‌ها عبارتند از:
- خشونت‌های جسمی یا کلامی از سوی شریک جنسی غالب
- ایجاد احساساتی چون تنفر از خود در افراد سلطه‌پذیر
- شرکای غالب ممکن است با تلاش برای جدا کردن فرد تحت سلطه‌شان از جامعه و استثمار فرد از اعتماد او سوءاستفاده کنند